# Сумедха
Сумедха (пали Sumedha: «благой ум») — согласно буддийским текстам, был воплощением Будды Готамы в прошлых жизнях, когда он заявил о своём намерении стать буддой. Традиция, зафиксированная на языке пали (канон Типитака, раздел «Буддхавамса») рассматривают жизнь Сумедхи как начало духовного пути, который проходит через множество жизней и ведёт к достижению принцем Готамой состояния будды в его последней жизни. Родившись в семье брахманов, Сумедха ушёл в горы и стал вести жизнь аскета.
Однажды он встретил Будду Дипанкару и предложил ему своё тело в качестве моста для перехода через грязь. Во время этого жертвоприношения он дал обет, что станет буддой в будущей жизни, и Дипанкара подтвердил это в своём пророчестве.
Встреча Сумедхи и Будды Дипанкары — это старейшая из дошедших до нас буддийских историй о пути бодхисатты, описывающая тхеравадинскую интерпретацию этого идеала. Это наиболее подробная история из прошлых жизней Будды и один из самых популярных сюжетов в буддийском искусстве. Его изображение можно встретить во многих храмах в странах тхеравады. История Сумедхи упоминается во множестве буддийских произведений и часто приводится буддистами тхеравады как пример бескорыстного служения.

## Происхождение

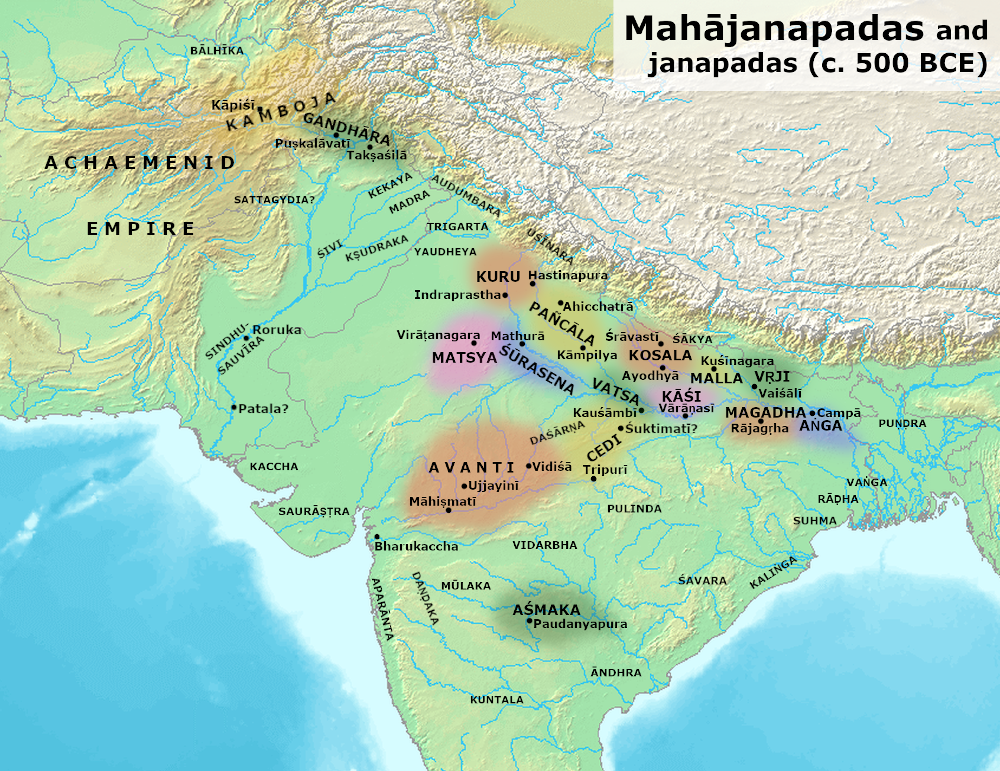
История Сумедхи и Будды Дипанкары Будды связана с регионом к северо-западу от Индии

Жизнь Сумедхи описана в палийской «Буддхавамсе» и джатаках, которые основывались на первом источнике. В ранних буддийских текстах на санскрите также есть повествования о жизни Сумедхи. Сюжеты, принадлежащие санскритской традиции, очень похожи на палийские, что привело индологов Кеннета Нормана и Ричарда Гомбрича к мысли, что они могли возникнуть во времена досектантского буддизма, возможно, уже через сто лет после паринирваны Будды Готамы. С другой стороны, буддолог Ян Наттье утверждает, что отсутствие упоминаний о Будде Дипанкаре в самых ранних палийских суттах указывает на то, что предания об этом будде стали распространяться только спустя несколько столетий после паринирваны Будды Готамы. Другой специалист по буддизму Наоми Эпплтон утверждает, что биографический материал был отчасти «зафиксирован не позднее VI века нашей эры».
Китайские паломники, такие как Фасянь (337—422 г. н. э.), идентифицировали место, где Сумедха мог встретить Будду Дипанкару, как Нангархар (Афганистан).
Фасянь сообщил о святилище Дипанкары: очевидно, для буддистов Гандхары было важно обозначить, что их страна также является источником духовной жизни Будды Готамы. Поскольку в районе к северо-западу от Индии, особенно в Гандхаре, обнаружили множество изображений, связанных с рассказом о Сумедхе, было высказано предположение, что события развивались именно там. Тем не менее, сюжет, касающийся волос, оставшихся на земле после чудесного вознесения, встречается также в районах, связанных с пещерными храмами Аджанты и буддийского университета средних веков — Наланды. Есть некоторые свидетельства того, что это повествование имело распространение и в Аджанте.
Буддолог Карен Деррис отметила, что учёные уделяли «Буддхавамсе» относительно мало внимания из-за того, что акцент исследований был сделан на ранних палийских текстах и сформировалось предвзятое отношение к мифологическим рассказам более позднего происхождения.

## Данные

### Ранний период жизни
Согласно палийским текстам, Сумедха жил четыре «неисчислимых кальпы» и сто тысяч обычных кальп лет тому назад. В большинстве текстов, описывая собственные воспоминания, Будда Готама ведёт рассказ о жизни Сумедхи от первого лица. Сумедха родился в Амаравати в благородной семье брахманов. Повзрослев, он понял, что жизнь полна страданий, таких как болезни и смерть, и решил найти способ обрести «состояние за их пределами». Понимая, что забрать своё богатство в загробную жизнь невозможно, он пожертвовал всё своё имущество, стал аскетом со спутанными волосами (пали jaṭila) и поселился на горе Дхаммака в Гималаях. Он соблюдал строгую аскезу, предпочитая жить под деревьями и питаться плодами. В текстах говорится, что его самосовершенствование помогло ему достичь «высочайшего знания» и развить «великую йогическую силу», такую как левитация. Его описывают настолько погружённым в йогическую практику, что предзнаменования появления в мире будды остались им незамеченными.

### Встреча с Буддой Дипанкарой
Отправившись однажды в город Раммавати, Сумедха увидел людей, прокладывавших дорогу для Будды Дипанкары. Прослышав о появлении Просветлённого, Сумедха обрадовался и взялся за подготовку части пути, но не успел закончить её вовремя. Не желая использовать для завершения работы свои сверхспособности, Сумедха простёрся ниц перед Буддой Дипанкарой и его последователями, своим телом проложив переход через грязь. Он расстелил свои волосы и одежду на земле. Более поздние тексты указывают на то, что это был продвинутый этап в развитии бодхисаттвы, поскольку он полностью посвятил себя будде не только умом и речью, но и телесно. Таким способом Сумедха отдал дань уважения Будде Дипанкаре и помог ему и монахам перейти через грязь, не запачкавшись. Согласно некоторым версиям, Сумедха пожертвовал жизнью, поскольку по нему прошло множество человек, и, вероятно, он в итоге умер. Совершая свою жертву, Сумедха дал особый обет (пали abhinihāra, санскр. pūrvapraṇidhāna) обрести в будущем состояние будды.
Прежде чем пройти по телу Сумедхи, Дипанкара останавливается перед ним и предрекает (пали veyyakaraṇa, санскр. vyākaraṇa), что желание Сумедхи осуществится: он станет буддой по имени «Шакьямуни» — «мудрец из рода Шакьев». Дипанкара также упоминает некоторые подробности жизни будущего будды, например, имена его родителей и главных учеников. Во время пророчества Дипанкары многие из его последователей, которые считают, что им не достичь просветления в этой жизни, дают клятву обрести его при Будде Шакьямуни. После предсказания, когда Сумедха всё ещё лежит в грязи, Будда Дипанкара вместе с монахами обходят его и, согласно некоторым версиям истории, возлагают цветы в знак уважения и в честь будущего обретения Сумедхой состояния будды. При этом звучит «божественный хор, извещающий о приближающейся буддовости», то есть божества, одобряющие пророчество, изображены в подчинённом положении, что типично для буддийской космологии. Текст показывает, что многие из наблюдателей позже стали последователями Будды Готамы в его последней жизни. Таковы, например, братья Кашьяпа. Мотив, согласно которому люди, которые встречаются в прежних жизнях с Буддой Дипанкарой, обретают просветление при Будде Готаме, указывает на то, что каждый последующий будда продолжает работу, оставленную незавершённой предыдущими.

### Реакция на пророчество

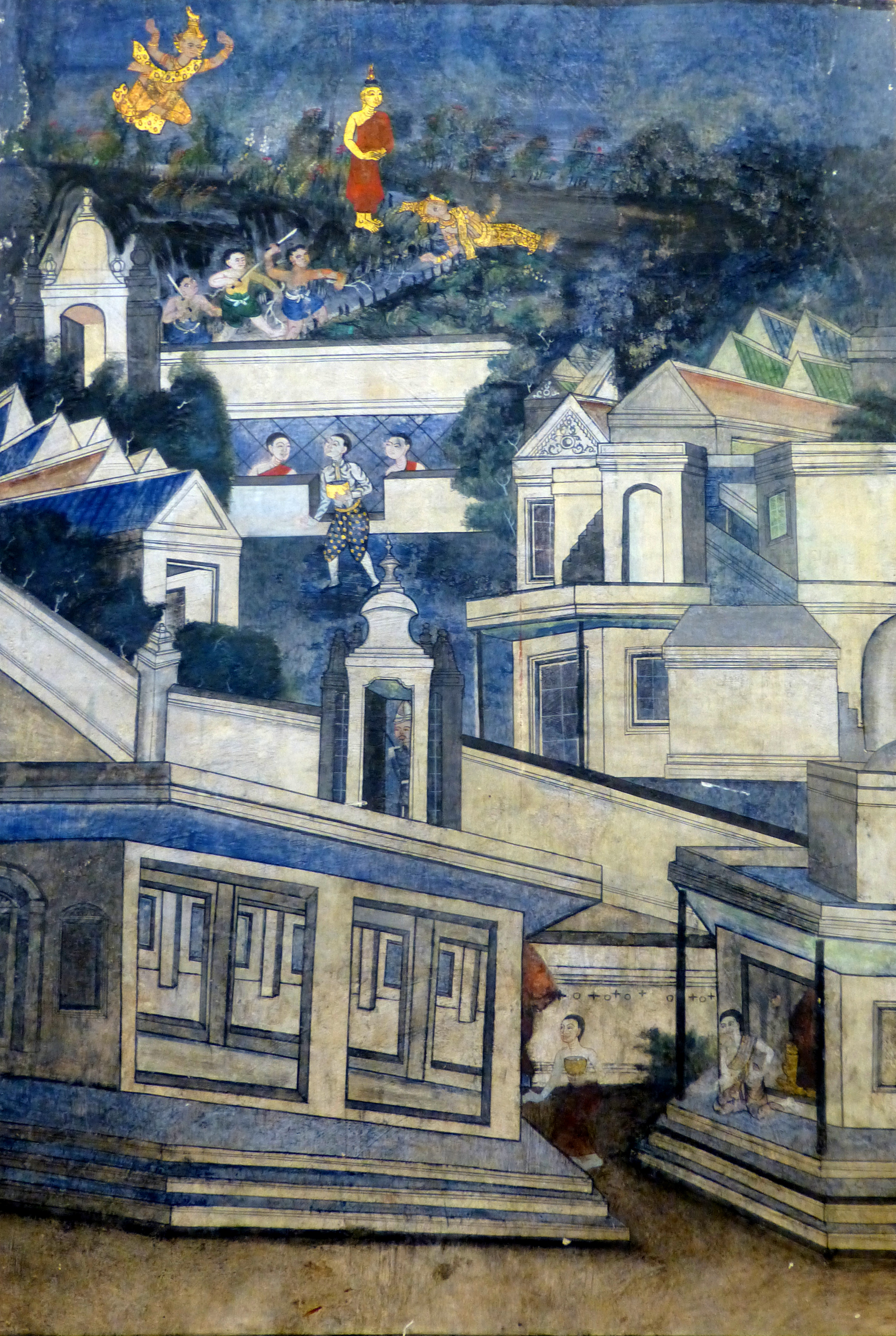
Сумедха и Будда Дипанкара неподалёку от города

Сумедха даёт обет бодхисаттвы ради блага всех живых, в том числе мыслящих существ. История повествует, что во время встречи с Дипанкарой Сумедха был способен достичь личного просветления, но вместо этого, вдохновлённый примером Будды Дипанкары, он почувствовал, что обязан стремиться к высшему достижению — буддовости (санскр. — буддхата). Услышав пророчество, Сумедха размышляет о необходимых для этого качествах, которые называются «парамиты» (пали pāramī, санскр. pāramitā — добродетель, букв.: «переводящая на другой берег»), и приходит к заключению, что наиболее важна дана. После того, как Сумедха задумался об совершенствовании, происходит землетрясение. По словам буддолога Кейт Кросби, «вся Вселенная подтверждает будущий успех его обета». Это вызывает панику среди жителей, но Дипанкара объясняет им, что для беспокойства нет причин. История завершается возвращением Сумедхи в Гималаи.
Сумедха продолжает своё духовное путешествие «миллионы жизней и миллиарды лет». Каждый раз, когда он встречает другого будду, он совершает поступок, выражающий преданность, и повторяет обет бодхисатты. Всё это время он развивает парамиты, поскольку каждая встреча вдохновляет его и добавляет нечто уникальное в личность будущего будды. Традиционно считается, что в остальных джатаках описан период между обетом бодхисаттвы Сумедхи и его окончательным просветлением в качестве будды. Одна из наиболее известных историй из прошлой жизни представлена в джатаке про принца Вессантару (санскр. Viśvantara), который отдаёт своё богатство, жену и детей, чтобы достичь состояния будды.

### Прочие мотивы
В ряде китайских буддийских текстов, а также в санскритском тексте «Махавасту» Сумедха носит имя Мегха. В «Дивьявадане» его называют Сумати. Также встречается вариант Сумега.
В палийской «Ападане» и агамах говорится о том, что Сумедха получает в дар или покупает цветок синего лотоса у молодой девушки-брахманки по имени Сумитта; позже он предлагает цветы Будде Дипанкаре, подбрасывая их в воздух. Сумитта даёт обет в будущей жизни стать женой Сумедхи, который подтверждается предсказанием Будды Дипанкары. Позже Сумитта перерождается как Ясодхара, жена принца Сиддхартхи, который позже становится Буддой Готамой. В некоторых версиях этой истории Ясодхара дарит цветы Сумедхе с условием, что тот пообещает переродиться с ней парой в будущих жизнях.

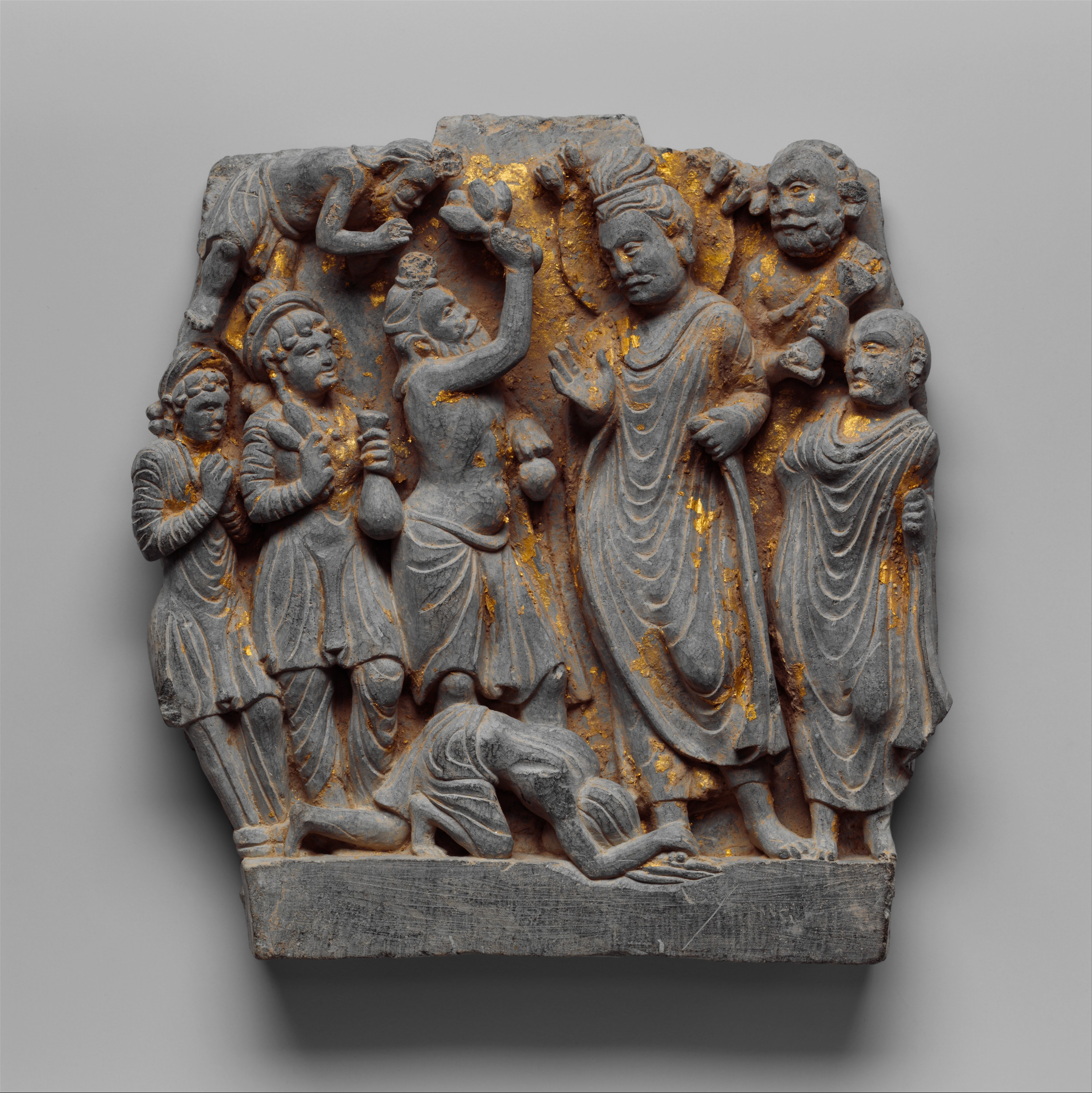
Сумедха и Будда Дипанкара, II век, Гандхара. Сумедха изображён предлагающим цветы Будде Дипанкаре

На многих гандхаранских барельефах Ясодхара изображена рядом с Сумедхой и Буддой Дипанкарой. В «Ападане», «Дивьявадане» и «Махавасту» упоминается, что у Сумедхи был друг по имени Мегхадатта или Мати. В текстах говорится, что друг накопил много плохой кармы и в результате в течение многих жизней оказывался в аду. Во времена Будды Готамы он переродился как его ученик Дхаммаручи (санскр. Dharmaruci).
Средневековые постканонические палийские тексты, принадлежащие бирманским, тайским, сингальским и кхунским народных традициям, описывают ранний период духовного пути Будды Готамы, рассказывая о жизнях до Сумедхи, когда другие будды ещё не подтвердили, что обет будет исполнен. В этой повествовательной традиции представлен постепенный процесс развития, встреча Сумедхи и Дипанкары являет собой продвинутую стадию на духовном пути Будды Готамы, а не его начало, которое не рассматривается как единичное революционное событие, и теряет свою исключительное значение. Например, сборник джатак Панняса, распространённый в Юго-Восточной Азии, повествует о жизни Сумедхи во времена предыдущего будды, также называемого Дипанкарой. Тогда Сумедха тоже выразил желание стать буддой, но он родился женщиной и ему не удаётся получить пророчество от того Будды Дипанкары. Тот Дипанкара, услышав о желании женщины, которая является его сводной сестрой, говорит ей, что она сможет получить предсказание позже, когда она родится мужчиной Сумедхой во времена следующего Будды Дипанкары. Среди учёных ведутся споры об интерпретации этой истории: расширяет ли она возможности женщин стать бодхисаттвами или подтверждает текущее положение, при котором женщины считаются неспособными встать на путь бодхисатты.
Археолог Маурицио Таддеи отметил, что на многих гандхарских изображениях жизнь Сумедхи связана с жизнью Рахулы, сына Будды Готамы. Будду, передающего своё духовное наследие сыну, сравнивают с Сумедхой, позволяющему Будде Дипанкаре пройти по своему телу. Фигуры обоих будд изображали с исходящим из их тел пламенем; обе сцены символизируют наследственность, сыновнее и ученическое благочестие.

## Текстовая интерпретация

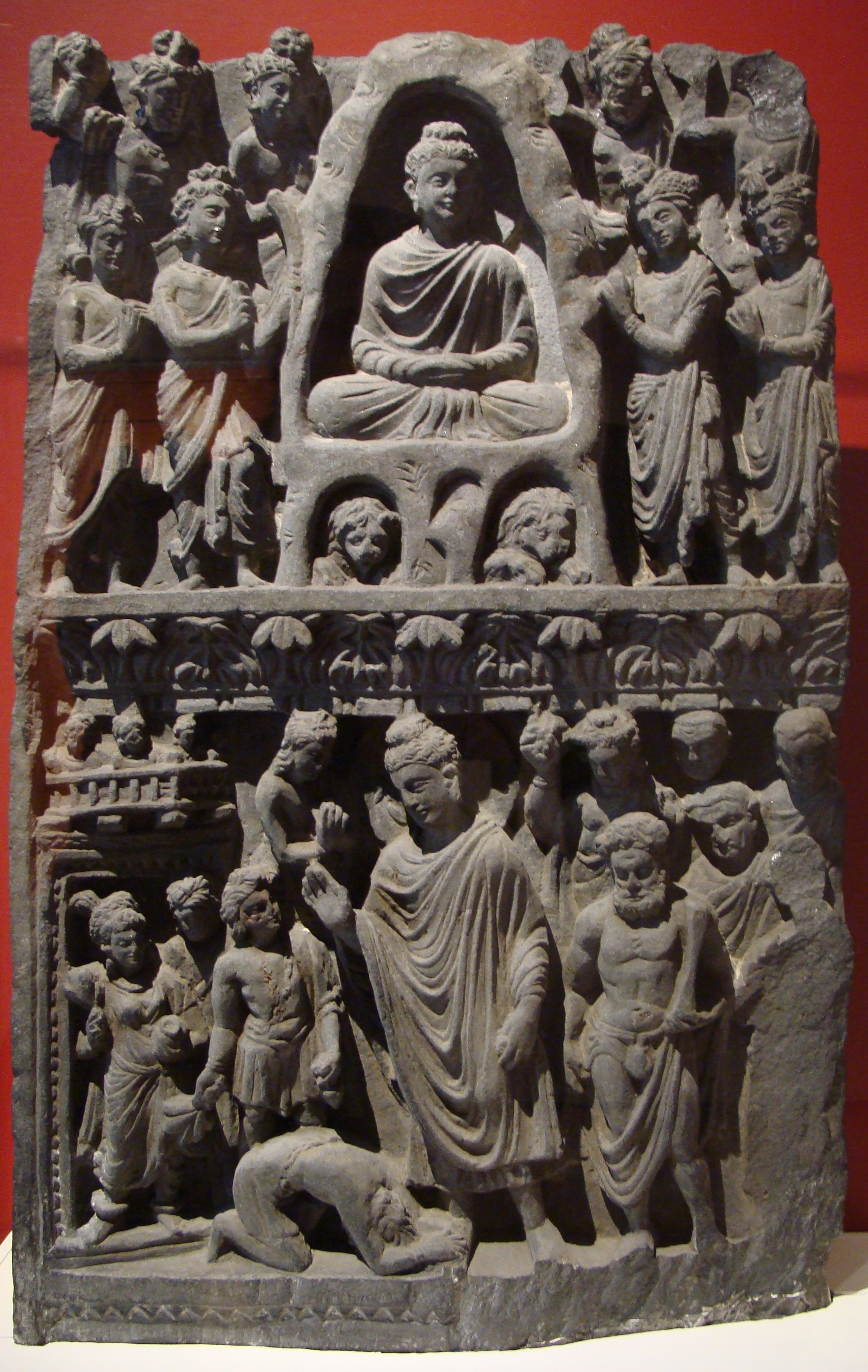
Рельеф с изображением медитирующего Будды Готамы (вверху) и встречи Будды Дипанкары с Сумедхой (внизу), регион Гандхара, кушанский период, II—III век н. э.

Сумедха — мощный духовный персонаж, которого изображали обладающим огромной силой воли к достижению реальности за пределами болезненного перерождения, готовым в процессе отказаться от своего «грязного» тела ради высшего блага. История встречи была призвана вызвать уважение к Будде Готаме и ободрить тех, кто стремится к просветлению в будущей жизни во времена Меттейи (санскр. Maitreya), которого буддисты считали буддой будущего. Более того, история Сумедхи, а также многие джатаки указывают на то, что путь будущего будды возвышеннее и героичнее, чем стремление к личному просветлению. История встречи Сумедхи с Дипанкарой пропитана «духом преданности идеалам».
По словам специалиста по сравнительному религиоведению Эвиатара Шульмана, с помощью мотива пророчества Дипанкара не только показывает своё «полное познание космоса», но и то, что Будда Готама, как предшествующие будды, «в конечном итоге имеют одну и ту же сущность». Сумедха изображён как «семя Будды» (пали buddhabhījaṅgura), которое в конечном итоге превратится в полностью просветлённого будду. Таким образом, пророчество, полученное Сумедхой, не только показывает его будущее как Будды Готамы, но и раскрывает «космическую структуру». История Сумедхи демонстрирует, что «будды создают других будд», или, по выражению буддолога Стивена Коллинза, «каждый будда связан с другими в сложной и переплетённой сети пророчеств и воспоминаний». Кроме того, жертвование Сумедхой в своего тела в качестве своего рода моста можно интерпретировать как символ перехода буддизма из одной эпохи в другую.
Будда Дипанкара одобряет Сумедху — сюжет, который повторяется с каждым бодхисаттвой до обретения им состояния будды. Согласно теории историка Мирчи Элиаде, этот эпизод можно рассматривать как «священное время» в отличие от мирских, единичных событий. Коллинз указывает, что рассказ о Сумедхе в «Буддхавамсе» описывает как повторяющееся, так и неповторяющееся время: хотя пути бодхисатт и будд изображаются как повторяющиеся по своей природе, время в цикле перерождения живых существ описывается как непрерывно текущая река, где живые существа могут обрести просветление при определённом будде, достичь таким образом «дальнего берега нирваны» и больше не перерождаться. Деррис добавляет, что в рассказах о предсказании Дипанкары присутствует «мерцающий временной ландшафт», в котором будущий будда, которым станет Сумедха, в некоторой степени уже является буддой. В его отношении используются такие эпитеты, как джина и татхагатха, которые употребляются в отношении уже просветлённого будды. Это указывает на достоверность предсказания.
В постканонических палийских трудах и текстах на санскрите, таких как «Махавасту», комментариях сарвастивады и муласарвастивады говорится, что тот, кто станет буддой, должен пройти несколько этапов: «естественный этап», перед зарождением желания обрести буддовость; этап принятия обета; и стадия жизни в согласии с этим обетом, совершенствование. На четвёртой стадии просветление становится неизбежным при условии, что бодхисаттва даёт правильный обет. Относительно качеств, необходимых для достижения успеха, в комментариях к джатакам говорится, что должно быть выполнено восемь условий, среди которых наличие непоколебимой силы воли и рождение мужчиной. Эти условия встречаются только в текстах тхеравады. Однако буддолог Питер Харви добавляет, что условие быть мужчиной справедливо лишь для достижения буддовости, но не для того, чтобы стать просветлённым учеником будды. Поэтому в палийской традиции оно почти не имеет практических последствий, поскольку состояние будды достижимо лишь для немногих, и люди в основном вместо этого стремятся обрести просветление в качестве учеников. Большинство учёных согласны с тем, что палийский канон не говорит, что путь бодхисатты открыт для каждого человека, и что палийские тексты отличаются в этом отношении от текстов махаяны, в которых путь к буддовости считается открытым для всех. Однако ряд учёных утверждает, что такой разницы нет.

## Роль в буддизме

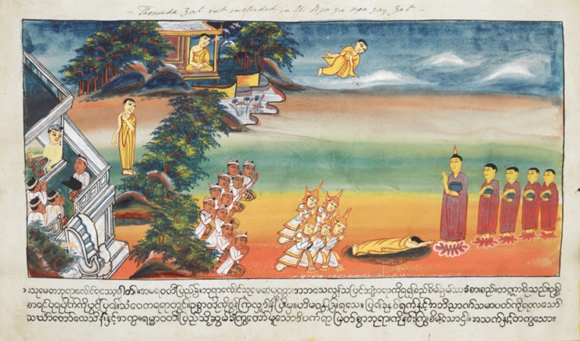
Сумедха и Дипанкара Будда. Бирманская рукопись, Британская библиотека

В традиции тхеравады эта история обычно рассматривается как начало духовного пути Будды Готамы и входит в первую часть (пали Dūre-nidāna, «Отдалённая эпоха») большинства традиционных жизнеописаний. Образцом подобного структурирования информации была «Буддхавамса» и часть комментария к джатакам «Ниданакатха», в которых Дуре занимает половину описания. История Сумедхи представляет собой попытку установить связь между Буддой Готамой и линией предшественников, тем самым узаконивая послание будды и описывая «подготовку, ведущую к просветлению». Это сопоставимо с ритуалом помазания индийских царей своими предшественниками, и, следовательно, соответствует индийским верованиям. Действительно, средневековый палийский текст «Джиналанкара» называет пророчество Дипанкары «великим посвящением», термин посвящение относится к помазанию царей (пали mahābhiseka).
Эта история является самым длинным и подробным описанием предыдущей жизни Будды и служит моделью для других подобных повествований. Это старейший из известных буддийских рассказов о бодхисатте и самый ранний пример альтруистической подоплёки такого пути в палийской традиции, изображающий человека, стремящегося к просветлению других живых существ. Эту историю окрестили «краткой тхеравадинской формулировкой идеала бодхисаттвы махаяны», поскольку она касается самого вопроса, что значит быть будущим буддой. Она революционным образом определяет роль пути бодхисатты в рамках буддийской доктрины тхеравады, используя новые термины, такие как «предсказание» (пали vyākaraṇa), «стремление» (пали abhinīhāra) и «служение, достойный поступок» (пали adhikāra). «Джатака Нидана» описывает личные отношения между буддой и бодхисаттой в рамках доктрины тхеравады, упорядочивает, включает и встраивает бодхисатту в эту структуру. Учёный Джуан Чжан утверждает, что рассказы о Сумедхе в «Экоттара Агаме» и «Джатака Нидане», возможно, сформировали прототип для более поздней мифологии и иконографии бодхисаттвы Авалокитешвары в махаяне, которые появились в V веке н. э. Буддологи Хиката Рюшо и Шизутани Масао полагают, что история Сумедхи является частью «примитивной махаяны», самой ранней стадии развития этого течения, но археолог Ри Джухён считает, что доказательства ещё не вносят окончательной ясности.
Встреча Сумедхи с Буддой Дипанкарой является одним из самых популярных сюжетов в буддийском искусстве. Она изображена во многих тхеравадинских храмах и, по крайней мере, упоминается в огромном количестве религиозных произведений. Действительно, в буддийской тхеравадинской культуре история Сумедхи, а также Вессантары столь же важны, как и последняя жизнь Будды Готамы. В сюжетах гандхарского искусства, посвящённых перерождениям, эта история доминирует. Её часто изображали одновременно с последней жизнью Будды Готамы. Вероятно, причина, по которой эта история за пределами Гандхары не получила широкого распространения, связана с популярностью рассказа о Вессантаре, который представлял собой модель как духовного пути, так и царствования.

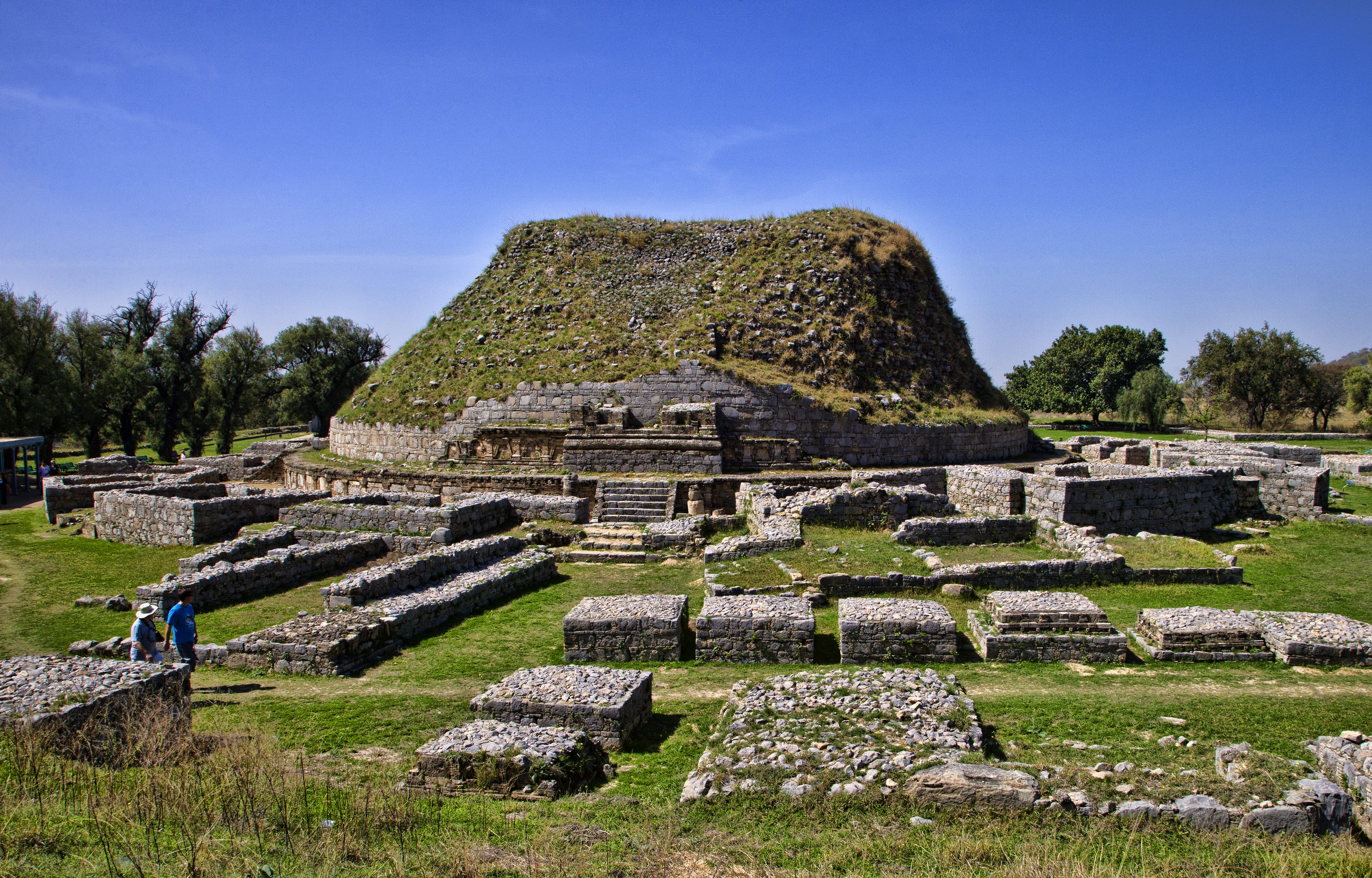
Ступа Дхармараджика в Таксиле, Пакистан. Буддолог Джон С. Стронг утверждает, что некоторые рассказы о жизни Сумедхи указывают на историческое развитие культа бодхисатты

В текстах винаи Дхармагуптаки Сумедха, получив предсказание о том, что в будущем он станет буддой, возносится ввысь. Однако его волосы остаются на земле. Дипанкара предупреждает своих учеников, чтобы они не наступали на них. Затем приходят сотни тысяч людей и подносят к волосам цветы и благовония. В некоторых версиях этой истории, например в «Дивьявадане», говорится, что для сохранения волос местные цари построили ступы. Буддолг Джон С. Стронг утверждает, что эти сюжеты указывают на историческое развитие культа бодхисатты.
В наше время история жертвоприношения Сумедхи воспринимается буддистами тхеравады как пример бескорыстия. Шри-ланкийский монах и учёный Валпола Рахула писал:
Бихкху [Буддийский монах] —  это не эгоистичный, малодушный человек, думающий только о своём счастье и спасении, не думающий о том, что случится с остальным человечеством. Истинный бихиху — это альтруистический, героический человек, который полагает, что счастье других людей важнее его собственного. Он, [подобно бодхисатте Сумедхе], откажется от своей собственной ниббаны ради других. Буддизм построен на служении другим.
Бирманский политик Аунг Сан Су Чжи привёл Сумедху как образец самоотверженного служения обществу.

## Сравнение с джайнизмом

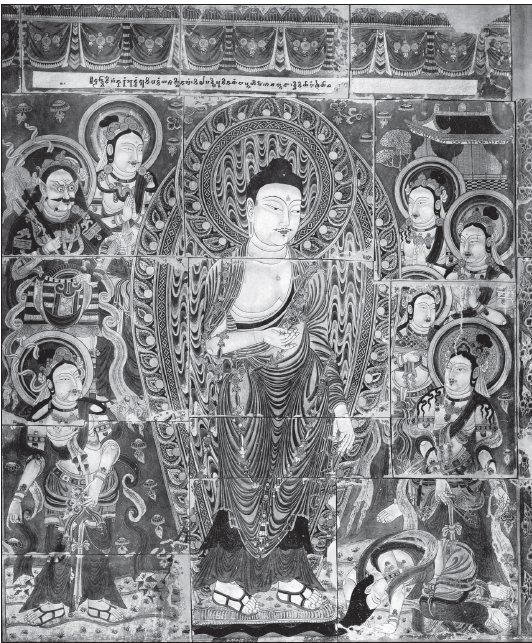
Дипанкара и Сумедха, Фурфан, Китай, IX—XI вв.

В джайнизме есть похожая история, связанная с основателем движения Махавирой, который получил предсказание, что он станет в будущей жизни джиной, всеведущим существом. Однако он создал много плохой кармы и в результате переродился в аду . Позже ему удалось родиться человеком и исполнить пророчество. И будущий Будда Готама, и будущий Махавира сталкиваются с 24 предшествующими всеведущими учителями. Таким образом прослеживается сходство между этой историей и жизнью Сумедхи и его друга Мегхадатты.
Однако есть некоторые отличия. Сумедха стремится к полному просветлению до того, как получил своё пророчество, тогда как Маричи, предыдущее воплощение Махавиры, не имел такого устремления. Пророчество совершается по просьбе отца Маричи, тогда как в случае Сумедхи пророчество инициировано его поступком. Во-вторых, в случае Маричи пророчество также относится к некоторым «мирским и морально сомнительным» достижениям, например, обретение царского могущества (пали cakkavatti, санскр. cakravartin), тогда как пророчество Сумедха не содержит таких элементов. Стремление Сумедхи рассматривается как мощное и позитивное намерение, которое может привести только к положительным последствиям, как предсказано в пророчестве. Пророчество, полученное Маричи, не связано с его осознанным намерением, и в пророчестве указаны как положительные, так и отрицательные последствия. Это связано с доктринальными различиями относительно кармы и намерений этих двух религий: в то время как в буддизме намерение является фундаментальным с точки зрения концепции кармического воздаяния, в джайнизме важны все действия, даже если они совершены непреднамеренно. В буддизме считается, что положительное и мощное устремление ведёт только к положительным результатам, в джайнизме почти все устремления имеют проблемную сторону: получив пророчество Маричи становится не только джиной, но и обладателем потенциально опасных мирских сил.

## В популярной культуре
Жизнь Сумедхи была изображена в первых эпизодах индийского телесериала «Будда» 1997 года. В этом 27-серийном сериале Сумедху (и будущего Будду) играет актёр Арун Говил. История в основном следует традиционному сюжету, но много внимания уделяется щедрости Сумедхи, например, есть эпизод, в котором он жертвует слепому свои глаза.

## Комментарии
1. ↑  В текстах говорится, что в момент просветления принца Сиддхартхи произошло землетрясение. Перечисляются и другие предвестия, например, животные, которые когда-то враждовали, стали жить в гармонии [23].
2. ↑  Бхикку Аналайо пишет, что сюжет с простиранием в грязи и прохода по человеческому телу, как по мосту, встречается в ранних палийских текстах и агамах[8].
3. ↑  Некоторые источники сообщают, что царь скупил все цветы, чтобы предложить их Будде Дипанкаре, таким образом, не оставив ни одного цветка для остальных[45]
4. ↑  В «Буддхавамсе» упоминаются имена ещё трёх будд, таким образом их общее количество достигает 27[75].